# 细胞间黏附分子
在分子生物学中，细胞间黏附分子（英語：intercellular adhesion molecule，ICAM）和血管细胞黏附分子-1（VCAM-1）是免疫球蛋白超家族的一部分，在炎症、免疫反应和细胞内信号传导事件中有重要作用。ICAM家族由五个成员组成，命名为ICAM-1至ICAM-5。已知它们在炎症和免疫应答期间与白细胞整合素CD11/CD18如LFA-1和巨噬细胞-1抗原结合。另外，由于细胞表面的激活和蛋白水解机制，ICAM可能以可溶形式存在于人血浆中。
哺乳动物的细胞间黏附分子包括：
- ICAM-1
- ICAM2
- ICAM3
- ICAM4
- ICAM5